# Saquan Hampton
Saquan Hampton (Hamilton, 12 dicembre 1995) è un giocatore di football americano statunitense che milita nel ruolo di safety per i New Orleans Breakers della United States Football League (USFL).

## Carriera

### New Orleans Saints
Hampton fu scelto nel corso del sesto giro (177º assoluto) del Draft NFL 2019 dai New Orleans Saints. Debuttò come professionista subentrando nella gara della settimana 7 contro i Chicago Bears senza fare registrare alcuna statistica. La sua stagione da rookie si chiuse con 5 presenze, nessuna delle quali come titolare, e un tackle.

### New York Jets
Il 3 novembre 2020 Hampton firmò con i New York Jets.